# Crocuta
Genre
Crocuta est un genre de hyènes, composé d'une seule espèce actuelle :
- Crocuta crocuta (Erxleben, 1777) - hyène tachetée
  - Crocuta crocuta crocuta (Erxleben, 1777)
  - †Crocuta crocuta intermedia
  - †Crocuta crocuta spelaeus
- †Crocuta macrodonta
- †Crocuta eximia
- †Crocuta sivalensis
- †Crocuta honanensis
- †Crocuta dietrichi